# Laudatio Turiae

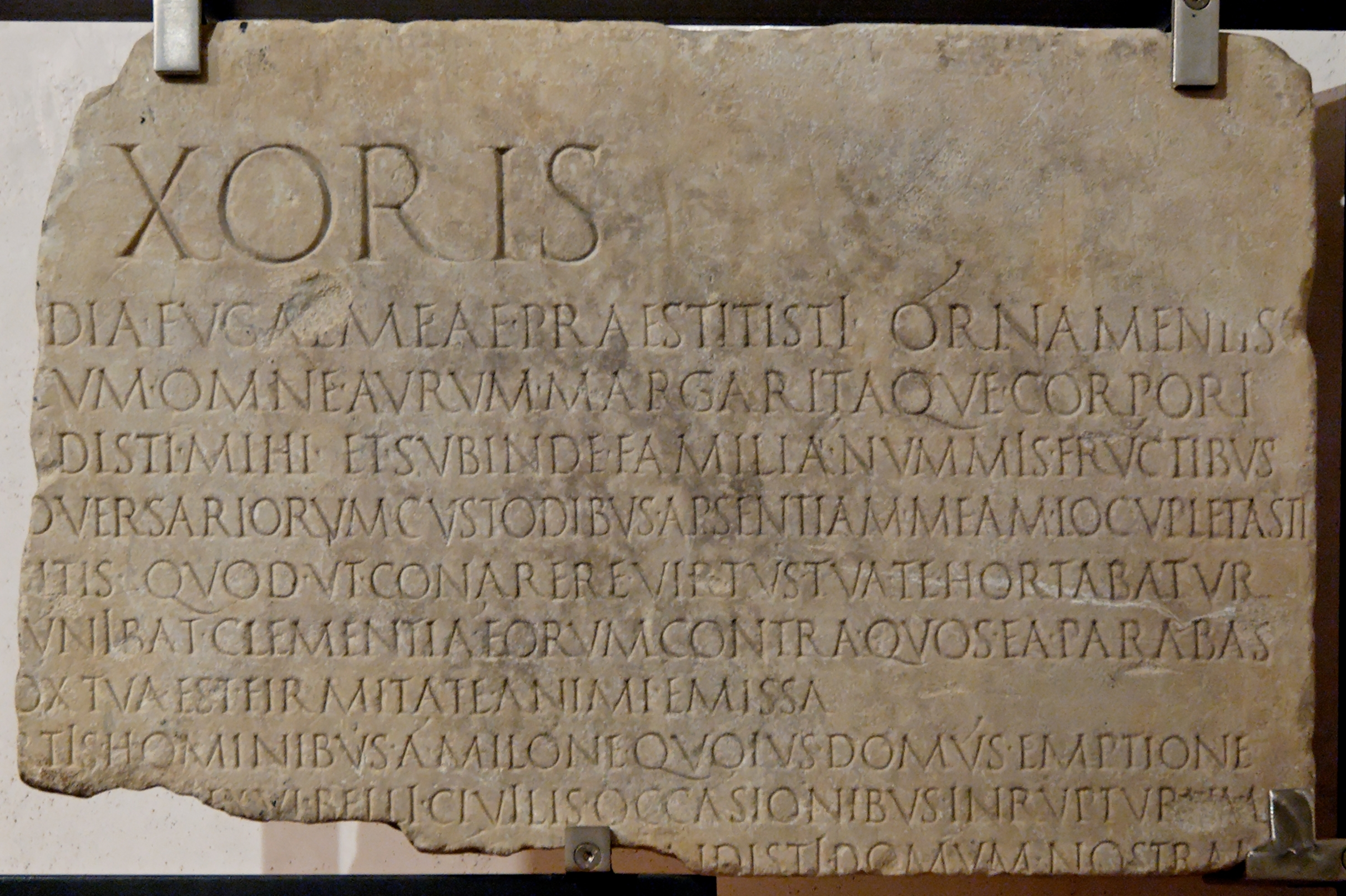
Laudatio Turiae Fragment f

Laudatio Turiae (lat. Lob der Turia) wird eine in der Nähe von Rom gefundene Inschrift aus der Zeit des Augustus genannt. Es ist die längste bekannte römische Grabinschrift. Es handelt sich dabei um die Trauerrede (laudatio funebris) eines Ehemannes auf seine verstorbene Gattin, die in den Grabstein der Frau, als Epitaph, eingraviert ist. Sie vermittelt einen guten Einblick in das römische Erb- und Eherecht.

## Grabmal

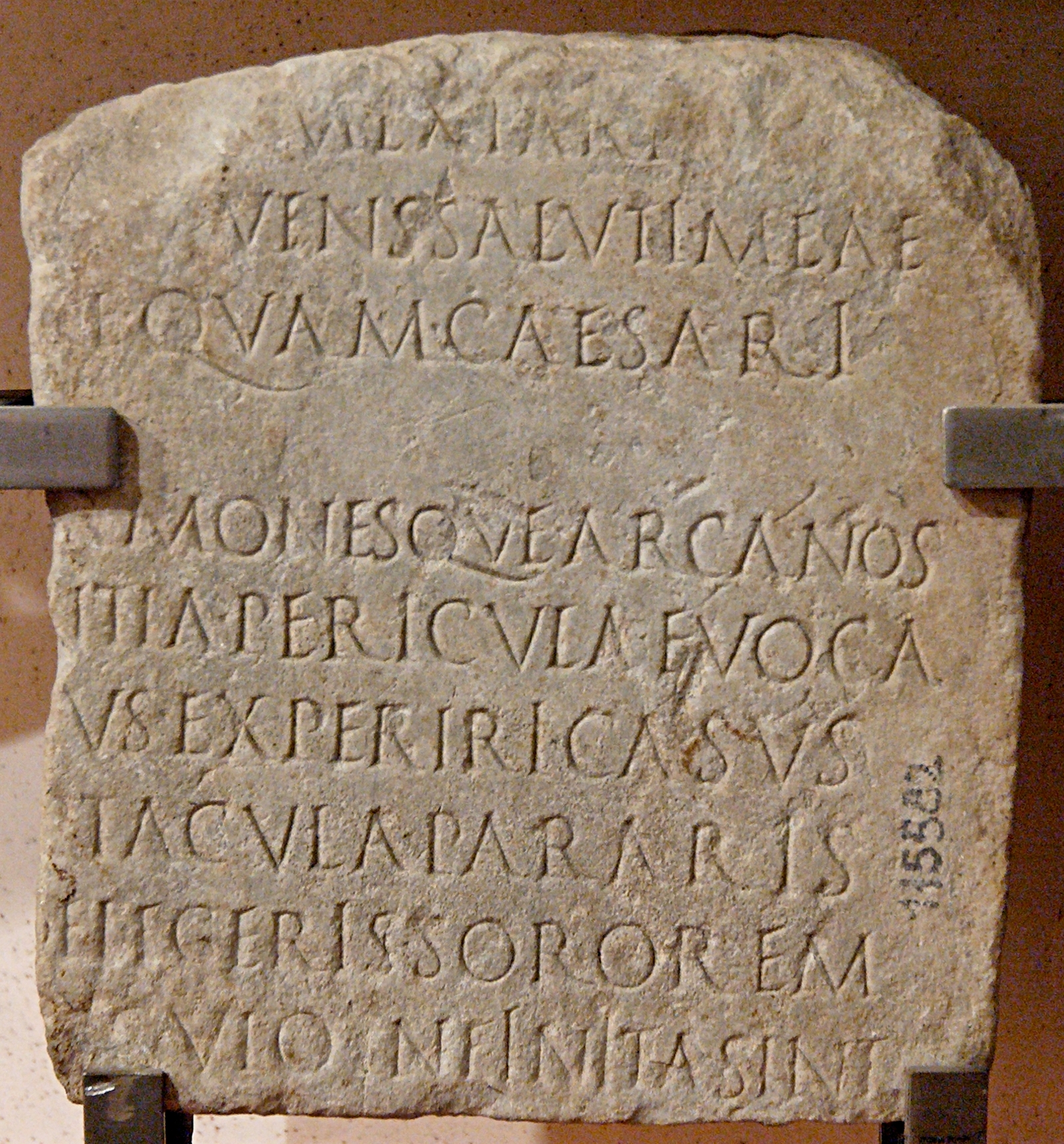
Fragment g

Die Laudatio Turiae genannte Inschrift befand sich auf zwei jeweils vermutlich 2,6 m hohen und um 90 cm breiten Steinplatten, die von der auf XORIS (uxoris = für die Ehefrau) endenden Widmung überspannt waren und möglicherweise eine Statue der Toten (und ihres Ehemannes) umrahmten. Sie enthielt ursprünglich etwa 180 Zeilen Text, von denen 132 zumindest teilweise erhalten sind.
Das Grabmal wurde spätestens in der 2. Hälfte des 3. Jahrhunderts zerschlagen, denn zwei der sieben rund um Rom gefundenen Fragmente dienten als Abdeckung von Grabnischen in der damals angelegten Katakombe der Heiligen Marcellinus und Petrus an der Via Labicana und sind heute in der Villa Albani vermauert. Von den drei Fragmenten der linken Seite existieren nur Abschriften aus dem 17. Jahrhundert. Öffentlich ausgestellt sind nur die beiden zuletzt gefundenen Fragmente, die erhalten gebliebene Hälfte des Kopfstückes der rechten Spalte mit der Widmung XORIS (Fragment f) und ein kleineres, einige Zentimeter darunter anzusetzendes Teilstück (Fragment g) im Museum in den Diokletiansthermen.
Etwa die Hälfte der ursprünglichen Inschrift ist verloren. Die Rekonstruktion wird zwar einerseits durch die regelmäßige, mit Zwischenräumen für Sinnabschnitte gegliederte Schrift erleichtert, andererseits aber dadurch erschwert, dass man nicht weiß, wie viele Buchstaben ursprünglich zu jeder Zeile gehörten.

## Inhalt
Die Verstorbene war 41 Jahre lang verheiratet. Der Witwer preist in seiner Rede, wie auf Grabsteinen römischer Frauen nicht unüblich, die häuslichen Tugenden seiner Frau, erwähnenswerter waren ihm jedoch diejenigen ihrer Eigenschaften, die sie nicht mit anderen Matronen teilte. Deshalb schildert er ihren bewegten gemeinsamen Lebensweg:
Die Verstorbene hatte keine Brüder, sondern nur eine bereits verheiratete Schwester. Kurz vor der Hochzeit wurden ihre Eltern ermordet. Während ihr Verlobter in Macedonia und der Schwager in Africa weilten, blieb die junge Braut im elterlichen Haus und sorgte für die Bestrafung der Täter. Zusätzlich musste sie einen Streit gegen die Verwandten ihrer Mutter ausfechten, die über den Weg der gesetzlichen Vormundschaft (siehe unten) Zugriff auf das väterliche Vermögen erlangen und ihr und ihrer Schwester das Erbe vorenthalten wollten. Diese mütterlichen Verwandten behaupteten, dass die Schwestern  aus der väterlichen Familie ausgeschieden seien, da sie Manusehen geschlossen hätten. Sie hätten deshalb keinen Anspruch auf das Erbe ihres Vaters. Die junge Frau entgegnete darauf, dass sie im Gegensatz zu ihrer Schwester noch nicht verheiratet sei und daher nach dem Tode des Pater familias unter keiner Potestas stehe. Deshalb wurde ihr auch das Erbe zugesprochen, das sie mit der Schwester teilte. Erst anschließend zog sie ins Haus der zukünftigen Schwiegermutter und wartete auf ihren Verlobten.
In der für damalige Zeit trotz Kinderlosigkeit langen Ehe teilten sich die Eheleute die Verwaltung ihres Vermögens. Zwar besaß er die Vormundschaft (tutela) für ihr Erbe, sie hatte aber die Aufsicht (custodia) über seinen Besitz. Daraus lässt sich schließen, dass sie keine Manusehe geschlossen hatten. Wie auch ihre Eltern holten sie das später nach. Da sie über ihrer beider Besitz verfügen konnte, konnte sie ihren Ehemann wiederholt unterstützen und half ihm unter anderem, als er während des Römischen Bürgerkriegs zwischen Caesar und Pompeius als Anhänger des Pompeius vor Verfolgung floh, indem sie ihm ihren Schmuck mitgab und ihn, unterstützt von Schwester und Schwager, im Exil mit Sklaven, Geld und Vorräten versorgte. In seiner Abwesenheit schützte sie das Haus vor Milos plündernden Truppen. Obwohl die Ehe einer römischen Bürgerin mit einem Verbannten als ungültig galt, hielt sie zu ihm. Später bat sie den Triumvirn Lepidus, Octavians Gnadenedikt auch auf ihren Mann auszudehnen. Obwohl Lepidus sogar nach ihr trat, als sie sich ihm zu Füßen geworfen hatte, beharrte sie hartnäckig und erfolgreich auf ihrem Recht. Ihr Mann erhielt seine Bürgerrechte wieder und konnte nach Rom zurückkehren.
Nachdem sie lange vergeblich auf Kinder gehofft hatten, bot sie ihm die Scheidung bei gleichzeitigem Verzicht auf ihr Vermögen an, um ihm zu ermöglichen, mit einer anderen Frau Kinder zu haben. Er lehnte entschieden ab, weil sie ihm zugleich die Tochter ersetzte. Großzügig stattete sie nun mit ihrem Vermögen weibliche Verwandte, auch die Nachkommen ihrer Schwester, mit einer Mitgift aus. Obwohl er gehofft hatte, dass seine weit jüngere Frau für ihn die Trauerriten vollziehen würde, war sie nun vor ihm gestorben. Trotz ihrer Bitte, keinen zu großen Aufwand um ihre Beerdigung zu treiben, errichtete der am Boden zerstörte Witwer ihr das kostspielige Grabmal.

## Identifikation und zeitliche Einordnung
Die Namen der Toten und ihres Ehemannes fehlen. Das einzige namentlich erwähnte Familienmitglied ist Gaius Cluvius, der mit ihrer Schwester verheiratet war. Dass es sich bei der Verstorbenen um Turia, die Ehefrau des Konsuls von 19 v. Chr., Quintus Lucretius Vespillo, handelte, wie unter anderem Theodor Mommsen mit Verweis auf Appian und Valerius Maximus annahm, wird von der neueren Forschung nicht bestätigt. So hält Marcel Durry es für unwahrscheinlich, dass der Witwer seinen Rang in der Rede nicht erwähnt hätte. Dieter Flach zählt einige Widersprüche zwischen den Berichten der Historiker und der Inschrift auf. Beispielsweise nenne die Inschrift als Mitwisser der Hilfe für den Verbannten die Schwester und den Schwager statt der bei Valerius erwähnten Sklavin. Zudem hält er Turias Tat zwar für bemerkenswert, aber nicht für einmalig, was selbst die Inschrift einräume. Demzufolge können die Verstorbene und ihr Mann nur allgemein als Mitglieder der römischen Oberschicht eingestuft werden.
Chronologische Fixpunkte für die Lebenszeit des Paares gibt der Text nur wenige: Als Milo 52 v. Chr. verbannt wurde, kaufte der Redner – vor der Hochzeit (?) – dessen Haus. Da die Frau das Haus allein gegen den 48 v. Chr. zurückgekehrten Milo verteidigte, muss ihr Ehemann vorher ins Exil gegangen sein. Das zweite Triumvirat bildete sich Ende 43 v. Chr. Bei der Amnestie des Augustus, auf die die Ehefrau sich beruft, handelt es sich entweder um ein Gnadenedikt aus dem Jahr 42 v. Chr. oder um die im Vertrag von Brundisium 40 v. Chr. ausgesprochene Amnestie, denn der Vertrag von Misenum 39 v. Chr. erlaubte Wiedereinbürgerungen aller von der Proskription Bedrohten, so dass es keines besonderen Gnadenerweises mehr bedurft hätte.

## Gesellschaftlicher Kontext
Die sogenannte Laudatio Turiae ist eine Trauerrede (lat. laudatio funebris), wie sie zum Andenken an vornehme römische Männer von dem nächsten männlichen Hinterbliebenen auf der Rostra auf dem Forum Romanum gehalten wurde. Die erste Frau, für die eine solche Trauerrede gehalten wurde, soll Popillia, die Mutter des Catulus, Konsul 102 v. Chr., gewesen sein. Wegen des Ideals der weiblichen Unsichtbarkeit in der Öffentlichkeit wurden Frauen jedoch selten mit einer öffentlichen Rede geehrt, die dann am Grab vor den Familienangehörigen und Freunden gehalten wurde. Indem die Rede auf dem Grabmal eingraviert wurde, erreichte die Laudatio Turiae ein deutlich größeres Publikum als nur die unmittelbaren Zuhörer. Nur zwei weitere Grabreden auf Frauen sind erhalten geblieben: Die etwa gleichzeitige, sehr kurze Laudatio Murdiae und die Rede des Kaisers Hadrian auf seine Schwiegermutter Matidia.
Der Witwer beschreibt seine Frau als unabhängig und preist sie für männliche Tugenden mit militärischen Begriffen wie virtus („Männlichkeit“, „Tapferkeit“), gleichzeitig betont er durch die Aufzählung weiblicher Tugenden, dass sie die gesellschaftliche Ordnung nicht verletzte. Ihren Mut bewies sie allein in seiner Abwesenheit und in Ausübung ihrer Pflichten als Ehefrau.

## Recht
Durch die ausführliche Darstellung mehrerer Rechtsstreitigkeiten ist die Laudatio Turiae eine wichtige Quelle für das römische Recht am Ende der Republik, besonders für das Erbrecht: Die Herkunftsfamilie der Verstorbenen  gehörte vermutlich in die höchste Zensusklasse mit einem Vermögen von mehr als 100.000 As. Diesen reichsten Römern verbot die lex Voconia von 169 v. Chr., Frauen als Erben einzusetzen, außer einer einzigen Tochter (unica filia), wenn es keine männlichen Agnaten gab. Die zum Zeitpunkt des Mordes an ihren Eltern noch ledige Verstorbene muss demnach die einzige Tochter gewesen sein. Ihre Schwester, die in Manusehe verheiratet war, gehörte dagegen nicht mehr zur gens des Vaters, weshalb der Vater sie nicht im Testament hätte bedenken dürfen, während die Verstorbene als unica filia auch ohne Testament Haupterbin gewesen wäre. Nun hatte der Vater jedoch beide Töchter gleichermaßen bedacht. Darauf scheinen sich die Verwandten ihrer Mutter berufen zu haben. Die Eltern hatten die Manusehe durch coemptio, einen symbolischen Brautkauf, nämlich erst nach der Hochzeit der älteren Tochter und nach Abfassung des Testaments geschlossen. Dadurch hatte die Mutter dieselbe rechtliche Stellung wie ihre unverheiratete Tochter. Hätte sie ihren Mann überlebt, so hätte sie ein Mitglied ihrer Herkunftsfamilie als tutor nehmen müssen. Das wollten die mütterlichen Verwandten nun auf die unica filia übertragen und gleichzeitig die verheiratete Tochter ausschließen. Die noch unverheiratete junge Frau stand nach dem Tod ihres Vaters zwar nicht mehr unter patria potestas, jedoch musste sie sich ihren Vormund aus seiner gens wählen. Möglicherweise hatte der Vater auch ihren Verlobten testamentarisch zum tutor ernannt. Die Familie ihrer Mutter hatte demnach keinen Zugriff auf ihr Vermögen.
Die enge Beziehung der Verstorbenen zu ihrer Schwester, die in der Inschrift wiederholt lobend als besonderes Zeichen von pietas angesprochen wird, findet im Konzept der römischen Familie keinen Raum. Dass die Verstorbene das Erbe mit ihrer Schwester teilte, war in den Gesetzen ebenso wenig vorgesehen wie die Unterstützung von deren Kindern, denn durch die Manusehe galten die Schwestern nicht mehr als verwandt.

## Ausgaben
- Dieter Flach: Die sogenannte Laudatio Turiae. Einleitung, Text, Übersetzung und Kommentar (= Texte zur Forschung. Bd. 58). Wissenschaftliche Buchgesellschaft, Darmstadt 1991, ISBN 3-534-11287-3.
- Erik Wistrand: The so-called Laudatio Turiae. Introduction, Text, Translation, Commentary (= Studia Graeca et Latina Gothoburgensia. Bd. 34). Acta Universitatis Gothoburgensis, Göteborg 1976, ISBN 91-7346-009-5.